# Cattenom
Cattenom (fràncic lorenès Kettenuewen) és un municipi francès situat al departament del Mosel·la i a la regió del Gran Est. L'any 2007 tenia 2.549 habitants.

## Demografia

### Població
El 2007 la població de fet de Cattenom era de 2.549 persones. Hi havia 956 famílies, de les quals 236 eren unipersonals (96 homes vivint sols i 140 dones vivint soles), 260 parelles sense fills, 384 parelles amb fills i 76 famílies monoparentals amb fills.
La població ha evolucionat segons el següent gràfic:
Habitants censats

### Habitatges
El 2007 hi havia 1.015 habitatges, 973 eren l'habitatge principal de la família, 3 eren segones residències i 39 estaven desocupats. 704 eren cases i 307 eren apartaments. Dels 973 habitatges principals, 618 estaven ocupats pels seus propietaris, 327 estaven llogats i ocupats pels llogaters i 28 estaven cedits a títol gratuït; 5 tenien una cambra, 51 en tenien dues, 159 en tenien tres, 169 en tenien quatre i 589 en tenien cinc o més. 745 habitatges disposaven pel capbaix d'una plaça de pàrquing. A 371 habitatges hi havia un automòbil i a 505 n'hi havia dos o més.

### Piràmide de població
La piràmide de població per edats i sexe el 2009 era:
| Homes | Edats   | Dones |
| ----- | ------- | ----- |
| 0     | 95 o +  | 8     |
| 8     | 90 a 94 | 16    |
| 12    | 85 a 89 | 52    |
| 4     | 80 a 84 | 20    |
| 24    | 75 a 79 | 52    |
| 36    | 70 a 74 | 28    |
| 72    | 65 a 69 | 68    |
| 48    | 60 a 64 | 56    |
| 60    | 55 a 59 | 60    |
| 72    | 50 a 54 | 48    |
| 76    | 45 a 49 | 76    |
| 92    | 40 a 44 | 60    |
| 124   | 35 a 39 | 120   |
| 68    | 30 a 34 | 108   |
| 88    | 25 a 29 | 68    |
| 64    | 20 a 24 | 44    |
| 60    | 15 a 19 | 56    |
| 108   | 10 a 14 | 60    |
| 88    | 5 a 9   | 68    |
| 60    | 0 a 4   | 72    |

## Economia
El 2007 la població en edat de treballar era de 1.646 persones, 1.236 eren actives i 410 eren inactives. De les 1.236 persones actives 1.129 estaven ocupades (636 homes i 493 dones) i 107 estaven aturades (35 homes i 72 dones). De les 410 persones inactives 98 estaven jubilades, 154 estaven estudiant i 158 estaven classificades com a «altres inactius».

### Ingressos
El 2009 a Cattenom hi havia 981 unitats fiscals que integraven 2.490,5 persones, la mediana anual d'ingressos fiscals per persona era de 19.226 €.

### Activitats econòmiques
Dels 107 establiments que hi havia el 2007, 14 eren d'empreses extractives, 2 d'empreses alimentàries, 4 d'empreses de fabricació d'altres productes industrials, 18 d'empreses de construcció, 16 d'empreses de comerç i reparació d'automòbils, 4 d'empreses de transport, 10 d'empreses d'hostatgeria i restauració, 1 d'una empresa d'informació i comunicació, 3 d'empreses financeres, 1 d'una empresa immobiliària, 15 d'empreses de serveis, 12 d'entitats de l'administració pública i 7 d'empreses classificades com a «altres activitats de serveis».
Dels 35 establiments de servei als particulars que hi havia el 2009, 1 era una oficina de correu, 2 oficines bancàries, 1 funerària, 4 tallers de reparació d'automòbils i de material agrícola, 1 taller d'inspecció tècnica de vehicles, 1 autoescola, 3 paletes, 3 guixaires pintors, 3 fusteries, 1 lampisteria, 2 electricistes, 3 empreses de construcció, 2 perruqueries, 7 restaurants i 1 saló de bellesa.
Dels 4 establiments comercials que hi havia el 2009, 1 era una botiga de més de 120 m², 2 fleques i 1 una fleca.
L'any 2000 a Cattenom hi havia 18 explotacions agrícoles que ocupaven un total de 1.128 hectàrees.

## Equipaments sanitaris i escolars
L'únic equipament sanitari que hi havia el 2009 era una farmàcia.
El 2009 hi havia 3 escoles maternals i 2 escoles elementals. Cattenom disposava d'un col·legi d'educació secundària amb 332 alumnes.

## Poblacions més properes
El següent diagrama mostra les poblacions més properes.